# Farewell-dokumenterne
Farewell-dokumenterne var en samling hemmelige sovjetiske dokumenter indsamlet og overleveret til NATO af KGB-afhopperen, oberst Vladimir Vetrov (kodenavn "Farewell") i 1981–1982 under den kolde krig.

## Dokumenterne
Vladimir Vetrov havde som sovjetisk ingeniør fået til opgave at evaluere information om vestlig hardware og software indsamlet af teknologispioner ("Linje-X") for det sovjetiske efterretningsvæsen. Imidlertid var han blevet stærkt utilfreds med det kommunistiske system og valgte i slutningen af 1980 at blive vestlig dobbeltagent. Mellem foråret 1981 og det tidlige 1982 overleverede han mere end 4.000 hemmelige dokumenter til det franske efterretningsvæsen, inklusive en komplet liste af 200 sovjetiske Linje-X spioner, udstationeret på diverse ambassader rundt omkring verden under dækker af at være diplomater.

## CIA-modtræk
Som modtræk på den organiserede teknologispionage organiserede det amerikanske efterretningsvæsen CIA en teknologisk desinformationskampagne mod Sovjetunionen. Det mest kendte og dramatiske resultat af denne var sabotagen af den transsibirske gasledning, der leverede naturgas fra Urengoi gasfelter i Sibirien til vesten.
Sovjetunionen havde brug for sofistikerede kontrolsystemer til at automatisere gasledningernes ventiler, kompressor og opbevaringsfaciliteter. Men eftersom der i vesten var forbud mod overdragelse af den slags sofistikeret teknologi til østblokken, prøvede KBG at infiltrere et canadisk softwarefirma i et forsøg på i stedet at stjæle teknologien.
Vetrovs dokumenter informerede CIA om KGBs operation, hvorefter canadierne blev informerede. Men i stedet for at arresterer spionen, valgte CIA at aflevere manipuleret software til KGB igennem det canadiske softwarefirma. Softwaren der var designet til at styre pumperne, turbinerne og ventilerne i gasrørledningen havde CIA omprogrammeret så det inkluderede en logisk bombe der ville få hele maskineriet til at bryde sammen efter et tidsrum, hvor det først havde fungeret korrekt. Sammenbruddet ville nulsætte pumpehastighederne og ventilindstillingerne for derved at producere et tryk i gasledningerne, der var langt ud over deres tolerancetærskel.
Resultatet var den største ikke-atomare eksplosion der nogen sinde er blevet observeret fra rummet. Eksplosionen i sommeren 1982 havde en anslået styrke på 3 kilotons. Der var ingen tilskadekomne ved eksplosionen, men den medvirkede alligevel til at skade den sovjetiske økonomi i betragtelig grad. Efter et tidsrum kom Sovjetunionen til den konklusion, at de havde stjålet manipuleret information, men dette forværrede blot situationen, da de nu ikke viste hvilke informationer de kunne stole på, og hvilke var mistænkelig; hvorved de mistænkte det hele.
Et andet resultat af Vetrovs informationer var, at USA og dets NATO-allierede efterfølgende fik held til at nedbryde hele det sovjetiske teknologispionagenetværk. Et slag det aldrig kom sig over.
Vladimir Vetrov blev henrettet i 1983. Detaljerne omkring operationen blev deklassificeret i 1996.

## Literratur
- Gordon Brook-Shepherd, The Storm Birds: Soviet Post-War Defectors (Weidenfeld and Nicolson, New York, 1989) pp. 311-327
- Thomas C. Reed, At the Abyss: An Insider's History of the Cold War (Ballantine, New York, 2004)